# 山伏蝇属
山伏蝇属（学名：Phormiata）为丽蝇科的一个属。

## 下属物种
本属包括以下物种：
- 山伏蝇 Phormiata phormiata Grunin, 1971